# ليزلي هانكوك
ليزلي هانكوك هو سياسي كندي، ولد في 10 مارس 1892 في المملكة المتحدة، وتوفي في 2 ديسمبر 1977. حزبياً، نشط في Co-operative Commonwealth Federation ‏.